# Яхаярв
Яхаярв (ест. Jahajärv) — озеро в Естонії, що розташоване на острові Сааремаа, у волості Мустьяла.